# 堀江賢治
堀江 賢治（ほりえ けんじ、1970年8月8日 - ）は、広島県府中市出身の元プロ野球選手（内野手）、プロ野球監督。一時期、登録名を堀江 晃嗣としていた。

## 来歴・人物
広陵高から、1988年のプロ野球ドラフト会議で横浜大洋ホエールズから4位指名を受け入団。高校の2学年先輩に金本知憲がいた。進学希望であったが、広島を率いた古葉竹識が監督で入団を決意。
巧打の内野手として、プロ3年目の1991年には一軍初出場を果たす。しかし、翌1992年以降は石井琢朗や進藤達哉らとの競争により徐々に出番が減少。
1994年に水尾嘉孝・渡部高史と共に飯塚富司・伊藤敦規との3対2トレードでオリックス・ブルーウェーブへ移籍。二軍では首位打者を獲得したが一軍ではほぼ出番がなく、僅か1年で高嶋徹と共に大島公一、久保充広との2対2のトレードで近鉄バファローズへ移籍。
1996年は前年より出場試合数が増えていても15試合のみで一軍定着できなかった。確実性のある打撃力と堅実な守備力はあり、「若手が台頭して出番が減少したとしても侮れない実力」などと言われながら、一軍出場のなかった1998年限りで現役を引退。
現役引退後は、実家の居酒屋を継いでいた。
2009年、四国・九州アイランドリーグの徳島インディゴソックス監督に就任。1年目は前期・後期共に最下位に終わったが、2年目の2010年はチームを5年ぶりに5割以上（3位）に浮上させた。同年シーズンをもって退任。
徳島退団以降は、再び前述の居酒屋経営に専念をする。JR西日本福塩線の府中駅近くにあり、店名は「千徳」という。

## 詳細情報

### 年度別打撃成績
| 年 度     | 球 団      | 試 合 | 打 席 | 打 数 | 得 点 | 安 打 | 二 塁 打 | 三 塁 打 | 本 塁 打 | 塁 打 | 打 点 | 盗 塁 | 盗 塁 死 | 犠 打 | 犠 飛 | 四 球 | 敬 遠 | 死 球 | 三 振 | 併 殺 打 | 打 率 | 出 塁 率 | 長 打 率 | O P S |
| --------- | ---------- | ----- | ----- | ----- | ----- | ----- | -------- | -------- | -------- | ----- | ----- | ----- | -------- | ----- | ----- | ----- | ----- | ----- | ----- | -------- | ----- | -------- | -------- | ----- |
| 1991      | 大洋 横浜  | 61    | 181   | 158   | 25    | 42    | 6        | 3        | 2        | 60    | 13    | 6     | 1        | 9     | 0     | 13    | 0     | 1     | 35    | 3        | .266  | .326     | .380     | .706  |
| 1992      | 大洋 横浜  | 38    | 108   | 94    | 12    | 27    | 3        | 0        | 1        | 33    | 11    | 7     | 1        | 8     | 0     | 5     | 0     | 1     | 21    | 1        | .287  | .330     | .351     | .681  |
| 1993      | 大洋 横浜  | 36    | 61    | 51    | 4     | 5     | 2        | 0        | 1        | 10    | 2     | 0     | 0        | 2     | 0     | 8     | 0     | 0     | 17    | 1        | .098  | .220     | .196     | .416  |
| 1994      | 大洋 横浜  | 20    | 27    | 21    | 1     | 7     | 0        | 0        | 0        | 7     | 0     | 0     | 0        | 0     | 0     | 6     | 0     | 0     | 5     | 1        | .333  | .481     | .333     | .814  |
| 1995      | オリックス | 2     | 6     | 4     | 1     | 2     | 0        | 0        | 0        | 2     | 1     | 0     | 0        | 0     | 1     | 1     | 0     | 0     | 1     | 0        | .500  | .500     | .500     | 1.000 |
| 1996      | 近鉄       | 15    | 9     | 8     | 1     | 1     | 0        | 0        | 0        | 1     | 2     | 0     | 0        | 0     | 1     | 0     | 0     | 0     | 3     | 0        | .125  | .111     | .125     | .236  |
| 通算：6年 | 通算：6年  | 172   | 392   | 336   | 44    | 84    | 11       | 3        | 4        | 113   | 29    | 13    | 2        | 19    | 2     | 33    | 0     | 2     | 82    | 6        | .250  | .319     | .336     | .655  |

- 大洋（横浜大洋ホエールズ）は、1993年に横浜（横浜ベイスターズ）に球団名を変更

### 記録
- 初出場・初先発出場：1991年4月20日、対広島東洋カープ1回戦（横浜スタジアム）、2番・遊撃手として先発出場
- 初安打：1991年4月21日、対広島東洋カープ2回戦（横浜スタジアム）
- 初打点：1991年4月23日、対ヤクルトスワローズ4回戦（横浜スタジアム）
- 初本塁打：1991年7月13日、対阪神タイガース11回戦（岩手県営野球場）、麦倉洋一から2ラン

### 背番号
- 50（1989年 - 1991年）
- 9（1992年 - 1994年）
- 36（1995年）
- 00（1996年 - 1998年）
- 70（2009年 - 2010年）

### 登録名
- 堀江 賢治 （ほりえ けんじ、1989年 - 1995年、2009年 - 2010年）
- 堀江 晃治 （ほりえ こうじ、1996年 - 1998年）